# Armand de Las Cuevas
Armand de Las Cuevas (Troyes, 26 de junio de 1968-Reunión, 2 de agosto de 2018) fue un deportista francés que compitió en ciclismo en las modalidades de ruta y pista.
En carretera, perteneció al equipo Banesto en dos etapas diferentes entre los años 1989 y 1998. Su mejor actuación en una Gran Vuelta fue en el Giro de Italia de 1994, en el que ganó una etapa y finalizó noveno en la clasificación general.
Ganó una medalla de bronce en el Campeonato Mundial de Ciclismo en Pista de 1990, en la prueba de persecución individual.
De Las Cuevas se retiró a Reunión en 1999, donde fundó una escuela de ciclismo. Allí murió, por suicidio, en 2018.

## Medallero internacional
| Campeonato Mundial | Campeonato Mundial | Campeonato Mundial | Campeonato Mundial         |
| Año                | Lugar              | Medalla            | Competición                |
| ------------------ | ------------------ | ------------------ | -------------------------- |
| 1990               | Maebashi (Japón)   | Medalla de bronce  | Persecución individual (P) |

## Palmarés

### Pista
1990
- 3.º en el Campeonato Mundial de persecución

### Ruta
| 1990 - 1 etapa de la Vuelta a Asturias 1991 - Campeonato de Francia en Ruta - Gran Premio de Plouay - 1 etapa de la Bicicleta Vasca 1992 - 1 etapa del Tour de Romandía 1993 - 1 etapa de la París-Niza - Estrella de Bessèges, más 1 etapa - Gran Premio de las Naciones 1994 - 1 etapa del Tour de Romandía - 1 etapa del Giro de Italia - Clásica de San Sebastián - Vuelta a Burgos, más 2 etapas - París-Camembert | 1995 - Trofeo de los Escaladores - Copa de Francia 1997 - Clásica de Sabiñánigo 1998 - Dauphiné Libéré - Ruta del Sur, más 1 etapa |

## Resultados en Grandes Vueltas
| Carrera         | 1989 | 1990 | 1991 | 1992 | 1993 | 1994 | 1995 | 1996 | 1997 | 1998 | 1999 |
| --------------- | ---- | ---- | ---- | ---- | ---- | ---- | ---- | ---- | ---- | ---- | ---- |
| Giro de Italia  | -    | -    | -    | 38.º | 43.º | 9.º  | -    | -    | -    | -    | -    |
| Tour de Francia | -    | -    | -    | Ab.  | -    | Ab.  | 62.º | -    | -    | -    | -    |
| Vuelta a España | -    | -    | -    | -    | -    | -    | -    | -    | Ab.  | Ab.  | -    |

| —: No participó | Ab: Abandono |